# 宿命 (小說)
《宿命》是日本作家東野圭吾的長篇推理小說。1990年講談社發行了單行本，1993年發行了文庫本。

## 出版書籍
| 出版社       | 出版日期       | 格式   | 頁數  | ISBN                   | 譯者   |
| ------------ | -------------- | ------ | ----- | ---------------------- | ------ |
| 講談社       | 1990年6月1日   | 單行本 | 293頁 | ISBN 978-4-06-181487-5 | 不適用 |
| 講談社       | 1993年7月6日   | 文庫本 | 378頁 | ISBN 978-4-06-185444-4 | 不適用 |
| 商周出版社   | 2005年11月17日 | 平裝書 | 352頁 | ISBN 978-986-124-519-5 | 張智淵 |
| 朝鮮 (地區)  | 2007年5月29日  | 平裝書 | 455頁 | ISBN 978-897-919766-2  |        |
| 南海出版公司 | 2009年3月1日   | 平裝書 | 265頁 | ISBN 978-754-424423-7  | 張智淵 |
| 獨步文化     | 2012年3月9日   | 平裝書 | 352頁 | ISBN 978-986-695-411-5 | 張智淵 |
| 南海出版公司 | 2014年7月1日   | 平裝書 | 250頁 | ISBN 978-754-426815-8  | 張智淵 |

## 故事簡介
和倉勇作過去曾以升學醫科大學為目標，但因父亲和仓兴司突发脑溢血昏倒而放棄了医学院的考试，也不得不和初戀女友江岛美佐子分手，最後加入警界，成為一名警官。這時，和倉在學生時代的競爭對手瓜生晃彥作為须贝正清殺人案件的嫌疑人再次出現了。這時的晃彥已經是一名優秀的腦外科醫生，而且已經和美佐子結婚，然而美佐子始終覺得瓜生家與晃彥有太多她無法涉入的秘密。隨著宿命的再會，幾個秘密也陸續明朗化。在解開命案謎團的同時，和倉也由宿敵身上瞭解了相關人等的人生之謎。

## 登場人物
和倉 勇作（Wakura Yuusaku）
島津警局巡查部長。小時候比較會照顧同學，總是班上的領導人物，課業或體能各項表現皆很優越。
從小學到高中一直與瓜生晃彦唸同一所學校，數度曾與晃彥同班級，遇到晃彥只能拿第二。
和倉 興司（Wakura Kouzi）
和倉勇作的父親，是名警察。原對日野早苗的凶案緊追不捨，後來卻莫名的放棄了。
瓜生 和晃（Uryuu Kazuaki）
瓜生工業股份有限公司社長。瓜生直明的父親；瓜生晃彦的爺爺。
瓜生 直明（Uryuu Chokuake）
UR電產的社長，罹患食道癌過世。UR電產是日本電機廠商，是縣內規模最大的企業。
瓜生 亞耶子（Uryuu Ayako）
瓜生直明的第二任妻子，年輕貌美。與直明生下瓜生弘昌與瓜生園子。
瓜生 晃彦（Uryuu Akihiko）
統和醫科大學助理教授；瓜生直明與第一任妻子的兒子。資質相當優修，小学时觉得周围的其他朋友都很幼稚，各科成績總是輕輕鬆鬆拿第一。
很難與人相處，同儕並不喜歡他。沒原由的討厭勇作，甚至會做出輕蔑、鄙視、瞧不起勇作的行為。
瓜生 美佐子（Uryuu Misako）
瓜生晃彥的妻子，娘家姓江島。就讀高中時與和倉勇作在紅磚醫院認識進而交往，大學主修英文，想當英文老師。
報考四家企業只有UR電產錄取她，隸屬人事部，被分派到「董事室特別秘書」職位。
瓜生 弘昌（Uryuu Hiromasa）
大學生。非常依賴母親亞耶子，有點戀母情結。
瓜生 園子（Uryuu Sonoko）
高中生。瓜生直明晚年得女，非常溺愛園子。直明的遺書對她隻字未提，園子對之耿耿於懷。
江島 壯介（Ezima Sousuke）
江島 波江（Ezima Namie）
瓜生美佐子的父母親。江島壯介在紅磚醫院住院過後進入UR電產工作。工作比想象中的轻松。
松村 顯治（Matsumura Kenzi）
UR電產常務董事。年輕時一直擔任瓜生直明的心腹，在UR電產裡屬瓜生派系。
須貝 忠清（Sugai Tadakiyo）
瓜生和晃的妹夫。瓜生和晃逝世後，須貝派的勢力更加茁壯。
須貝 正清（Sugai Masakiyo）
須貝忠清的兒子。瓜生直明逝世後接任UR電產社長。在墓園裡被松村以毒箭射死。
尾藤 高久（Bitou Takahisa）
須貝正清的秘書。瓜生亞耶子的情夫。
上原 雅成（Uehara Masanari）
上原腦神經外科醫院的院長。醫院的外觀是紅磚砌成，小孩們都稱之「紅磚醫院」。
上原 伸一（Uehara Shinichi）
上原醫院的院長。上原雅成的入贅女婿；上原晴美的丈夫。
日野 早苗（Hino Sanae）
紅磚醫院的病人，口袋裝有很多糖果、牛奶糖會分給小孩，和倉勇作喊她「姐姐」。離奇的從醫院窗戶摔下死亡。
西方（Seihou）
島津警局警部。專案小組長。
織田（Murahashi）
島津警局搜查課警部補。和倉的搭檔。

## 電視劇
電視劇於2004年12月26日在WOWOW播放。

### 主演
- 瓜生晃彦 - 藤木直人
- 和倉勇作 - 柏原崇
- 瓜生美佐子 - 本上真奈美
- 日野早苗 - 飯島直子
- 須貝正清 - 矢島健一
- 瓜生園子 - 水川麻美
- 内田澄江 - 手塚理美
- 瓜生亞耶子 -　筒井真理子
- 瓜生直明 - 品川徹
- 江島壮介 - 大出俊
- 諏訪湖署的西方警部補　-　東幹久
- 松村顯治　-　中村嘉葎雄

### 製作人員
- 原作 - 東野圭吾《宿命》（講談社文庫刊）
- 導演 - 若松節朗
- 劇本 - 佐伯俊道
- 特技協助 - 釼持誠
- 企劃 - 山本均
- 製作人 - 青木泰憲、高橋萬彥

### 主題歌
- 藤木直人「宿命」(PONY CANYON)

## 外部連結
- （日語）http://www.wowow.co.jp/dramaw/top/syukumei.html（页面存档备份，存于）
- （简体中文）豆瓣：宿命（页面存档备份，存于）
- （简体中文）卓越亞馬遜：宿命